# Wadym Het´man
Wadym Petrowycz Het´man, ukr. Вадим Петрович Гетьман (ur. 12 lipca 1935 w Snitynie w obwodzie połtawskim, zm. 22 kwietnia 1998 w Kijowie) – ukraiński polityk i ekonomista, w 1992 prezes Narodowego Banku Ukrainy.

## Życiorys
Ukończył studia ekonomiczne w Kijowskim Instytucie Finansów i Ekonomii. Pracował w instytucjach finansowych i planistycznych. W 1975 został pierwszym wiceprzewodniczącym państwowego komitetu do spraw cen Ukraińskiej SRR. W latach 1987–1992 był prezesem zarządu banku rolno-przemysłowego Ukraińskiej SRR (który w 1992 został przekształcony w komercyjny bank „Ukrajina”). Od marca do grudnia 1992 był prezesem Narodowego Banku Ukrainy, w 1990 i 1994 uzyskiwał mandat posła do ukraińskiego parlamentu. Był jednym z organizatorów międzybankowej giełdy walutowej UMWB i jednym z autorów reformy walutowej.
Zginął 22 kwietnia 1998, został zastrzelony w windzie swojej kamienicy. Oskarżony o to zabójstwo Serhij Kulew został w 2003 skazany na karę dożywotniego pozbawienia wolności.